# McDougall Sound
El McDougall Sound és un cos d'aigua de l'Àrtic, a Qikiqtaaluk, Nunavut, Canadà. Es troba entre el sud-est de l'illa Bathurst i l'oest de l'illa Cornwallis. La boca sud del sound s'obre al canal de Parry, i més enllà, a l'estret de Barrow. La boca nord del sound s'obre a l'estret de Crozier. Hi ha nombroses illes a les seves aigües, com ara les illes Milne, la Little Cornwallis, Wood, illes Neal, Truro i Baker.
Deu el seu nom a George F. McDougall que va explorar la zona el 1851 mentre hivernava amb l'equip de recerca del capità Horatio Austin a la recerca de l'expedició perduda de Franklin.

## Fauna
És la llar de la foca barbuda. Les morses (O. rosmarus rosmarus) també s'han documentat fins a l'oest de McDougall Sound.

## Etnografia
En el seu estudi de 1990 sobre els paleoesquimals, que van precedir als inuit, James W. Helmer descriu tres períodes d'ocupació a la regió del McDougall Sound: el període de transició Dorset (ca. 3000 aC), el Dorset primerenc (2500-2200 aC) i el Dorset tardà (aproximadament 1500-1000 aC), demostrant el final brusc de tres conjunts d'ocupacions dels caçadors paleoesquimals. El McDougall Sound Arctic Research Project de la Universitat de Calgary va continuar aquest treball.